# José Francisco Brito

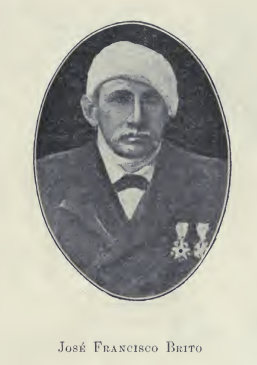
José Francisco Brito, en una foto publicada con "Crónicas de la Marina Chilena" de Alberto Silva Palma, mayo de 1900

José Francisco Brito (1836-Quillota, 1904) conocido en la Armada de Chile como el guardián Brito fue un contramaestre de la Armada que se distinguió en la segunda mitad del siglo XIX por sus innumerables actos de valentía y arrojo.

## Infancia y juventud
Se desconoce el lugar y fecha de nacimiento de José Francisco Brito, ni quienes fueron sus padres. Sí se sabe que nació en 1836 y que siendo muy joven ingresó a la Armada como marinero.

## Carrera naval
En 1858 estaba embarcado en el bergantín Meteoro y era marinero 1°. La nave cruzó el cabo de Hornos en medio de un gran temporal y estuvo a punto de zozobrar pero gracias a su decisión y ejemplo la dotación logró envergar una vela trinquete con la cual pudieron gobernar y sortear la mar arbolada en que navegaban. 
En 1876 estando embarcado en la cañonera Magallanes fue designado contramaestre de ocho marineros que junto con dos oficiales cubrieron la dotación de la barca Jeanne Amelie que había sido detenida por encontrarse cargando guano sin autorización en Santa Cruz en la patagonia, en ese tiempo bajo soberanía chilena. Navegaron hacia Punta Arenas pero debido al mal tiempo fondearon al resguardo de punta Dungenes. La barca garreó y estaba a punto de vararse y perderse. Brito se presentó voluntario para nadar a tierra y pasar un línea con la que armaron un andarivel mediante el cual se desembarcó a toda la tripulación menos un hombre que murió en el intento.
En otra oportunidad zarpando de El Callao se lanzó al agua pasando una espía con la que se pudo desenredar la cadena del ancla que traía muchas cocas. En Valparaíso trabajó más de una hora desenredando una espía que había tomado varias vueltas en el eje de la hélice del buque.

### Participación en la Guerra del Pacífico
Como tripulante de la cañonera Magallanes participó en el combate naval de Chipana acaecido el 12 de abril de 1879, una semana después que Chile le declarara la guerra a Perú. 
Fue transbordado a la corbeta O'Higgins y el 2 de noviembre de 1879 participó en el asalto y toma de Pisagua, operación que dio comienzo a la campaña terrestre de la guerra en territorio peruano. En esa ocasión Brito cubría el puesto de jefe de pieza de uno de los cañones de la banda de estribor. Su buque atacó el fuerte sur que gracias a la precisión de sus tiros quedó pronto inoperante pudiéndose iniciar el desembarco de las tropas. Las tropas chilenas estaban siendo masacradas al llegar a tierra por las tropas peruanas que se encontraban atrincheradas en la línea del ferrocarril. El oficial artillero del O'Higgins sugirió escorar el buque a babor para darle mayor elevación al único cañón, el de Brito, que dejarían para disparar por estribor, pues todo el resto fue desplazado a babor para escorar la nave. Brito apuntó su cañón y con un disparo destruyó la trinchera enemiga.

## Legado
Como una manera de resaltar y mantener vivo entre su personal el ejemplo de valor y heroísmo que el guardián Brito demostró durante su carrera naval, la Armada desde el año 1904 ha denominado permanentemente alguna de sus naves como Guardián Brito. En 2010 bautizó con su nombre al Buque de Servicio General BSG 118.
El Almirante Alberto Silva Palma en su libro “Crónicas de la Marina Chilena” dedica varias páginas como homenaje a este destacado Contramaestre e aquí un párrafo:
“No hay en vida, Almirante ni Oficial que no haya servido junto a ese hombre; no existe un Comandante ni marinero viejo, que no lo reconozca como a su maestro. Sus servicios, proezas, actos de valentía i arrojo, son tantos, que sería tarea larga enunciar solo unos pocos."